# Equazioni di Roothaan
Le equazioni di Roothaan sono una rappresentazione dell'equazione di Hartree-Fock per una combinazione di base non ortonormale. Si applicano nella teoria Hartree-Fock ristretta, cioè al metodo di calcolo relativo a sistemi atomici o molecolari closed-shell (tutti orbitali doppiamente occupati).
L'elaborazione matematica è stata sviluppata in modo indipendente da Clemens C. J. Roothaan e  George G. Hall nel 1951, per tale motivo queste equazioni sono anche chiamate equazioni di Roothaan-Hall. La forma generalizzata agli autovalori è la seguente:
{\displaystyle \mathbb {F} \mathbb {C} =\mathbb {S} \mathbb {C} \mathbf {\varepsilon } }
dove {\displaystyle \mathbb {F} } è la matrice di Fock, {\displaystyle \mathbb {C} } una matrice dei coefficienti {\displaystyle \mathbb {S} } è la matrice di sovrapposizione delle funzioni d'onda di base e {\displaystyle \mathbf {\varepsilon } } è la matrice dell'energia degli orbitali (diagonale, per convenzione). Nel caso in cui il set di orbitali di base sia ortonormalizzato la matrice di sovrapposizione diviene una matrice identità.